# Cerro del Chiquihuite
Il Cerro del Chiquihuite è un rilievo montuoso sito in Messico, a nord di Città del Messico nella delegazione Gustavo A. Madero al confine con il comune di Tlalnepantla de Baz. La sua cima si trova ad una altezza di 2730 m sul livello del mare.
La montagna è stata utilizzata come location nel film francese del 1993 Lolo.

## Geologia
Storicamente erano presenti su questa montagna diverse sorgenti ma oggi la maggior parte di queste si è asciugata. Nella delegazione di Lázaro Cárdenas, ad esempio, scorre ancora solamente quella che era la più grande delle sorgenti presenti, chiamata "El Pocito".
Sulla montagna si è costruito e disboscato molto ed oggi il suolo è facile agli smottamenti; nel 1987, 15 persone furono uccise da una valanga di fango staccatasi dal Cerro del Chiquihuite e dal monte La Presa in seguito alle forti piogge che stavano abbattendosi su Città del Messico.

## Storia

### Ilchiquihuitazo
Il 27 dicembre 2002, guardie armate assunte da Televisión Azteca presero d'assalto e assunsero il controllo delle infrastrutture di trasmissione di XHTVM-TV canale 40, che erano situate sulla montagna. Questa azione di forza, scaturita da una disputa legale e contrattuale circa un contratto stipulato nel 1998 fra i proprietari di XHTVM e Azteca, portò ad una serie di eventi, negoziazioni e pubblici dibattiti conosciuta (dal nome della montagna) come il chiquihuitazo, con cui i proprietari di XHTVM cercavano di respingere il tentativo forzoso di riprendersi le strutture da parte di Azteca.
Il chiquihuitazo ispirò anche una canzone, "No Te Metas con mi Chiquihuite", creata da un programma allora in onda su Canale 40.

## Trasmissioni
Una strada porta alla cima della montagna dove sono presenti trasmettitori di diverse stazioni sia radio FM che televisive oltre ad altre infrastrutture per telecomunicazioni.

### Stazioni televisive
- XHIMT-TV, canale 7 analogico/24 digitale
- XEIPN-TV, canale 11 analogico/33 digitale
- XHDF-TV, canale 13 analogico/25 digitale
- XHCDM-TDT, canale 21 digitale
- XEIMT-TV, canale 22 analogico/23 digitale
- XHTRES-TV, canale 28 analogico/27 digitale
- XHOPMA-TDT, canale 30 digitale
- XHTVM-TV, canale 40 analogico/26 digitale
- XHHCU-TDT, canale 45 digitale

### Stazioni radio
- XHRED-FM 88.1 MHz
- XEDA-FM 90.5 MHz[4]
- XEJP-FM 93.7 MHz
- XHIMER-FM 94.5 MHz
- XERC-FM 97.7 MHz
- XHDL-FM 98.5 MHz
- XHMM-FM 100.1 MHz
- XHMVS-FM 102.5 MHz
- XHEXA-FM 104.9 MHz
- XHOF-FM 105.7 MHz
- XEQR-FM 107.3 MHz
- XHIMR-FM 107.9 MHz